# Touva (cheval)
Vous lisez un « bon article » labellisé en 2017.
Pour les articles homonymes, voir Touva (homonymie).
Le Touva (russe : Тувинская, Touvinskaïa) est une race de petits chevaux de selle originaire de la région de Touva, en Russie. Classé parmi la famille des « poneys sibériens », il se révèle beaucoup plus proche du cheval mongol, ayant vécu relativement isolé des autres chevaux d'Asie et d'Europe de l'Est. Il est depuis longtemps monté par les cavaliers nomades de sa région, pour l'élevage et la chasse. À la fin du XIXe siècle, l'activité d'extraction de minerai entraîne des importations de chevaux de trait et de selle russes, et donne naissance par croisements au cheval du Haut-Ienisseï (russe : Verkhne-ienisseïskaïa), devenu très rare de nos jours, ainsi qu'au cheval d'attelage de Touva (russe : Touvinskaïa oupriajnaïa), désormais éteint.
Le cheval de Touva présente un corps allongé et des crins fournis, et porte le plus souvent des robes classiques telles que le bai et l'alezan. Particulièrement robuste et résistant, il est élevé pour la selle, la viande et le lait des juments. Il est presque inconnu hors de sa région originelle.

## Histoire
La race doit son nom à sa région d'élevage, Touva. La présence de chevaux domestiques y est attestée dès le VIIe siècle av. J.-C., grâce à la découverte de plus de deux cents chevaux inhumés dans la nécropole scythe d'Arjan (en). Les animaux présents dans l'Antiquité sont assez petits et proches du cheval mongol. La race est ainsi probablement d'origine mongole, ce pays étant frontalier. Une analyse génétique comparée des races de chevaux russes suggère que le Touva a longtemps vécu dans un grand isolement, plus que d'autres chevaux d'Europe de l'Est et d'Asie.

### AuxXIXeetXXesiècles
Jusqu'au XIXe siècle, les habitants de Touva sont essentiellement nomades et vivent de l'élevage de bétail et de la chasse. Vers 1860, des migrants venus de l'Altaï et du Minoussinsk amènent avec eux des chevaux de trait Kouznetsk et des trotteurs de modèle lourd. L'activité d'extraction du minerai à Touva demande des chevaux puissants. Cela conduit à la création à la fin du XIXe siècle et au début du suivant d'élevages comptant jusqu'à plusieurs milliers de chevaux dans d'immenses tabounes. Ces chevaux de travail restent utilisés dans la région au XXe siècle pour diverses tâches. Pendant la Seconde Guerre mondiale, les habitants de Touva contribuent à l'effort de guerre russe en fournissant, entre autres, environ 50 000 chevaux à l'armée.
De 1980 à 1990, un programme d'intervention soviétique permet d'étudier les animaux restants dans le but de préserver le patrimoine génétique le plus intéressant, afin de sélectionner des chevaux utiles au travail agricole.

### Cheval d'attelage de Touva et cheval du Haut-Ienisseï
Avec le rétablissement de l'agriculture à Touva en 1944, les différents chevaux présents en élevage de plein air sont mélangés. L'animal qui émerge de ces croisements prend le nom de « cheval d'attelage de Touva » (russe : Tuvinskaya upryajnava), et obtient un standard ainsi qu'un studbook en 1951. Il connaît un déclin très rapide en raison de l'utilisation de plus en plus répandue des tracteurs. Le principal élevage est fermé en 1957, soit six ans seulement après son ouverture. Les chevaux locaux sont également croisés avec des chevaux légers de type Pur-sang et cheval du Don, ce qui fait émerger un second type différent dans le centre de la région, le cheval du Haut-Ienisseï (russe : Verkhne-eniseiskaya),, nommé d'après le fleuve du même nom. Le Guide Delachaux indique que le cheval du Haut-Ienisseï s'appelle aussi « trait de Touva », alors que le site DAD-IS distingue le Tuvinskaya upryajnava du Verkhne-eniseiskaya, de même que l'ouvrage de CAB International, paru la même année, en 2016.

## Description
La FAO (Organisation des Nations unies pour l'alimentation et l'agriculture) classe le cheval de Touva parmi les poneys sibériens, mais il se révèle beaucoup plus proche du cheval mongol, et présente le type mongol. 
D'après les études de Bonnie Lou Hendricks (Université d'Oklahoma) et de CAB International, sa taille moyenne va de 1,30 m à 1,37 m,. Le Guide Delachaux cite une taille beaucoup plus réduite, de 1,27 m à 1,29 m. Le cheval du Haut-Ienisseï est plus grand, avoisinant 1,57 m d'après Hendricks, 1,45 m à 1,52 m d'après le Guide Delachaux, et présente un modèle trotteur-trait plus massif.
Le corps du cheval de Touva est allongé, les crins sont très fournis. Ce petit cheval affronte un biotope extrêmement rigoureux et de très grandes amplitudes thermiques, lui conférant endurance et robustesse.
Les robes les plus communes sont le bai sous toutes ses nuances, le noir, l'alezan et le gris, mais de nombreuses autres robes sont représentées.

## Utilisations

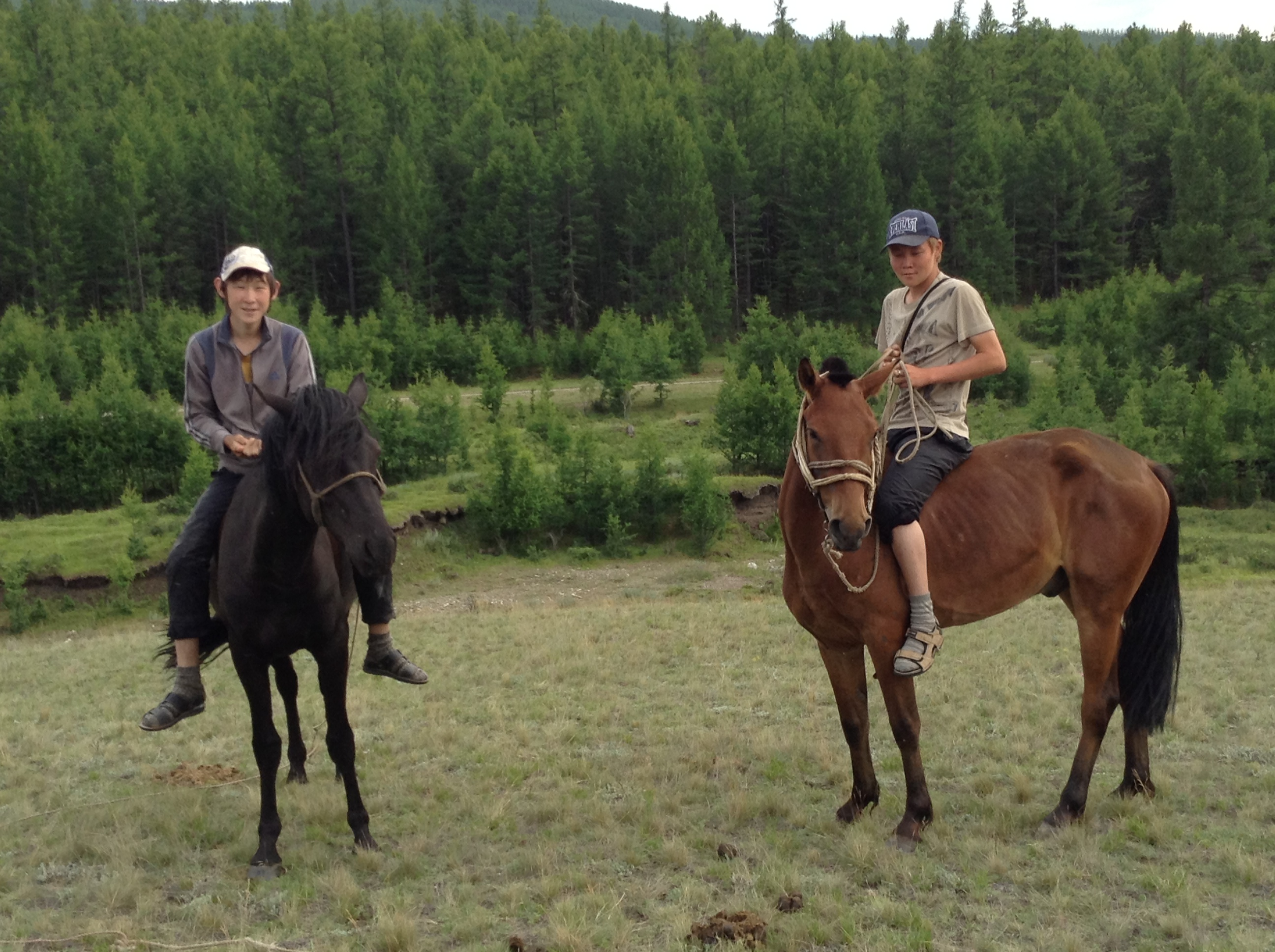
Cavaliers dans la bannière de Chöön-Khyemchik.

Le cheval est essentiellement monté, les Touvains étant un peuple cavalier. Ils montent à cheval pour l'élevage du bétail, en particulier des ovins. Les juments sont traites pour leur lait, et la viande de ces chevaux est consommée localement. Le cheval du Haut-Ienisseï est élevé également pour sa viande et sert principalement à la traction et au travail agricole attelé,. Les Touvains sont un peuple hippophage, la consommation du cheval étant ritualisée et associée à un sens symbolique qui conduit à la consommation de l'animal considéré comme ayant le plus de valeur.

## Diffusion de l'élevage

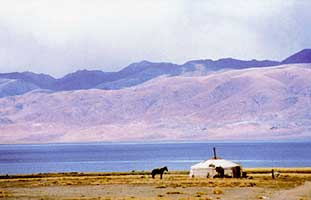
Cheval et yourte à Uvs nuur.

Le Touva est presque inconnu hors de sa région originelle, la république de Touva, et est considéré comme rare, bien qu'à la fin du XXe siècle, la région compte tout de même 30 000 chevaux, et que l'élevage y soit commun dans chacun de ses 12 districts. En 1995, la race est signalée comme « rare » par la FAO, mais aucun décompte n'est disponible. Celui publié en 2003 dénombre une population de seulement 1 560 têtes. Le nombre de chevaux exempts de croisements avec le cheval du Don et le Boudienny est sans doute peu élevé, mais il reste des chevaux de Touva non-croisés dans certaines zones au biotope particulièrement rude, en raison du manque d'adaptation des chevaux de croisement.
Le cheval de Touva et le Haut-Ienisseï sont répertoriés dans l'étude de l'université d'Uppsala (2010) comme deux races locales asiatiques ne risquant pas l'extinction. Le cheval d'attelage de Touva est signalé comme éteint (statut X).